# Muzza Sant’Angelo
Muzza Sant’Angelo, auch oft Muzza di Cornegliano genannt, ist eine Fraktion der italienischen Gemeinde (comune) Cornegliano Laudense in der Provinz Lodi, Region Lombardei.

## Geographie
Der Ort liegt westlich von Cornegliano Laudense an der Kreuzung der Provinzialstraße Lodi–Pavia mit dem Kanal Muzza.